# Teddy Harris
Theodore Edward Harris Jr. (Detroit, 27 augustus 1934 - aldaar, 22 augustus 2005) was een Amerikaanse jazzpianist, componist, arrangeur en muziekpedagoog. Tevens speelde hij sopraansaxofoon en fluit. Hij was ook actief in de soul- en R&B-scene van zijn stad.

## Biografie
Harris stamde uit een muzikale familie, zijn grootvader speelde trombone, zijn moeder was pianiste. Vanaf de jaren 60 werkte hij in de jazz-, rhythm & blues- en soulscene van Detroit met musici als Marcus Belgrave, Donald Walden, Gregory Cook, Roy Brooks Art Farmer, Yusef Lateef, Lou Donaldson, Marvin Gaye, Martha Reeves en Aretha Franklin (Yeah!!! In Person with Her Quartet, 1965). Tevens was hij zestien jaar lang muzikaal leider van The Supremes. Hij arrangeerde en componeerde voor verschillende groepen en voor films, zoals That’s How I Make My Living. Hij leidde het New Breed Bebop Society Orchestra. In de jazz was hij tussen 1965 en 2005 betrokken bij vijf opnamesessies.